# New Trolls
New Trolls est un groupe musical de rock progressif italien, originaire de Gênes. Formé en 1967, il est connu pour leur fusion de rock et de musique classique. Leur histoire est remplie de changements musiciens, de nom de groupe et de rivalités entre les membres du groupe.

## Histoire

### Années 1960—1990
Le groupe est formé au milieu des années 1960 quand les musiciens Vittorio De Scalzi, Nico Di Palo, Mauro Chiarugi, Giorgio D'Adamo et Gianni Belleno décident de former le groupe New Trolls, d'après le nom d'un précédent groupe de l'un d'entre eux : « Trolls ».
Après une première série de concerts dans les clubs locaux, New Trolls ont gagné en popularité au point qu'ils ont été choisis pour être des soutiens pour les Rolling Stones lors de la tournée italienne. Peu après, ils sortent leur premier single, Sensazioni (1967). À l'époque, le groupe a été parmi les meilleurs dans son genre en Italie et le guitariste Nico Di Palo s'inspirant de Jimi Hendrix était l'un des premiers héros de guitare italien. Leur premier album, Senza orario Senza bandiera sorti en 1968 bénéficie des paroles écrites pour par le chanteur-compositeur Fabrizio De André.
Un deuxième album, simplement intitulé New Trolls est suivi deux ans plus tard (1970) par une compilation de leurs singles. À la fin de la même année les New Trolls sont confrontés à leur premier changement, quand Mauro Chiarugi quitte le groupe. Les autres membres continuent en quatuor.
De nombreux changements interviennent tout au long de la vie du groupe.

### Années 2000—2020
En 2007, les New Trolls reçoivent le Premio Lunezia Antologia 2007 pour la valeur musico-littéraire de la chanson Una miniera. 
En 2009, à la veille de Noël, Belleno quitte Il Mito New Trolls et, avec Giorgio D'Adamo, rejoint La Leggenda New Trolls, reconstruisant une partie du line-up original de 1968. Avec cette formation, ils donnent leur premier concert au Teatro Carlo Felice de Gênes en janvier 2010, tandis qu'en février 2011, ils ont joué en direct, avec le maestro Luis Bacalov, le Concerto grosso n.3 inédit, qui a été publié sur CD et vinyle le 5 mars 2013 sous le nom de La Leggenda New Trolls. Après quelques mois, D'Adamo quitte le groupe pour des raisons personnelles. Peu après, Belleno quitte également La Leggenda New Trolls (qui entre-temps changera plusieurs fois de nom et de line-up) et fonde le projet UT Uno Tempore - L'anima prog dei New Trolls, avec lequel il sort l'album live Live in Milano en 2012. Ce groupe changera d'abord de nom pour UT New Trolls et en 2018 pour Of New Trolls.
Vittorio De Scalzi meurt le 24 juillet 2022 à la suite de complications dues à une fibrose pulmonaire qui l'avait frappé un mois après sa guérison de la Covid-19.

## Formations dérivées
Outre les changements de line-up qui ont suivi, les membres du groupe se sont séparés à deux reprises et ont donné naissance à plusieurs formations dérivées. L'utilisation de la marque « New Trolls » a fait l'objet d'un long litige. En 1974, Gianni Belleno, qui a quitté le groupe, enregistre l'album solo Twist and Shout avec Satisfaction pour Magma de De Scalzi sous le nom de Johnny of the Tritons et sur lequel apparaissent également Belloni et Usai.
De André Intermezzo En 1974, les anciens New Trolls Belleno et D'Adamo, ainsi que Usai et Belloni, accompagnent Fabrizio De André lors de sa première tournée historique.
De Scalzi continue à partir de 1998 avec un groupe appelé La Storia Dei New Trolls avec Alfio Vitanza, Roberto Tiranti, Mauro Sposito et Andrea Maddalone, publiant l'album live Concerto Grosso Live en 2001, pour lequel il a entièrement réécrit les partitions avec Maurizio Salvi. Le 6 avril 2006, le groupe part au Japon pour une mini-tournée au cours de laquelle il remporte un grand succès avec la nouvelle version du Concerto Grosso.
Belleno a également fondé son propre groupe, Cuore New Trolls, avec Daniela Chiara, Antonella Zicchella, Sonia Zichella, Mimmo Giannetta, Roberto delli Carri et Saverio Gerardi. En 2005, Andrea Perrozzi et Jerry Ruotolo succèdent à Sonia Zichella et à Roberto delli Carri. Plus tard, Belleno, qui chante et joue de la guitare en plus de la batterie, a révolutionné le groupe en conservant Andrea Perrozzi (claviers, chant) et Saverio Gerardi (batterie) et en ajoutant Daniele Pinceti (basse, chant) et Massimo Gori de Latte e Miele (guitare, chant).
La Leggenda New Trolls est le nom utilisé pour la réunion de Vittorio De Scalzi et Nico Di Palo, qui a lieu en novembre 2006. La première sortie de cette formation est Concerto grosso : The Seven Seasons, un album publié le 29 juin 2007 sous le nom de New Trolls. À la suite d'une plainte déposée en 2007 par des membres de Il Mito New Trolls concernant l'utilisation abusive du nom, De Scalzi et Di Palo le changent en La Leggenda New Trolls,. En décembre 2009, une partie de la formation originale de 1968 est reconstituée avec l'arrivée de Gianni Belleno et Giorgio D'Adamo.
En 2012, Gianni Belleno et Maurizio Salvi forment UT Uno Tempore, qui répond à la définition « L'âme prog des New Trolls ». En effet, le groupe, en plus des morceaux classiques extraits des deux albums Concerto Grosso UT et Searching for a Land, généralement laissés de côté par les autres formations satellites du groupe, sont joués en live. Au cours de l'été de la même année, Live in Milan sort, contenant l'enregistrement du concert au Teatro Smeraldo. En octobre 2012, Belleno et Salvi changent le nom du groupe en UT New Trolls, et le 5 février 2013, ils sortent l'album Do ut des, auquel participe l'ancien Toto, en chantant Can't Go On Le groupe est composé de Dennis Frederiksen, Claudio Cinquegrana, Alessandro Del Vecchio et Anna Cantalupi. En novembre 2015, le groupe sort son deuxième album studio É, publié par Self et Ma.ra.ca.sh. En revanche, le 5 mars de l'année suivante, l'album live et DVD É in concert sont publiés. En janvier 2018, le groupe, à la suite de l'entrée de Nico Di Palo, change à nouveau de nom pour Of New Trolls.

## Membres

### Derniers membres
- Vittorio De Scalzi - chant, guitare, clavier, flûte (1967-1972, 1975-1998)
- Nico Di Palo - chant, guitare (1967-1972, 1975-1976, 1977-1990, 1991-1998)
- Roberto Tiranti - basse, chant (1996-1998)
- Massimiliano « Max » Corfini - clavier, chant (1996-1998)
- Alfio Vitanza - batterie, chant (1992-1998)

### Anciens membres
- Mauro Chiarugi - clavier (1967-1970)
- Frank Laugelli - basse (1972)
- Maurizio Salvi - clavier (1972)
- Giorgio D'Adamo - guitare basse (1967-1972, 1975-1980)
- Giorgio Usai - clavier, chant (1977-1980)
- Gianni Belleno - batterie, chant (1967-1972, 1975-1991)
- Ricky Belloni - chant, guitare (1975-1995)

## Discographie

### Albums studio
- 1968 : Senza orario senza bandiera (Fonit)
- 1970 : New Trolls (1970) (Fonit Cetra)
- 1971 : Concerto grosso per i New Trolls (Fonit)
- 1972 : Searching for a Land (Fonit Cetra)
- 1972 : Ut (album) (Fonit Cetra)
- 1975 : Antologia New Trolls (Cetra)
- 1976 : Concerto grosso n. 2 (Magma)
- 1976 : Live (New Trolls) (Magma)
- 1977 : Revival (New Trolls) (Magma)
- 1978 : Aldebaran (Warner Bros. Records)
- 1979 : New Trolls (Warner Bros. Records)
- 1981 : FS (Fonit Cetra)
- 1982 : Profili (Fonit Cetra)
- 1983 : America O.K. (Fonit Cetra)
- 1985 : Tour (New Trolls) (Fonit Cetra)
- 1987 : Story (New Trolls) (Dischi Ricordi)
- 1987 : Raccolta (New Trolls) (Cetra)
- 1988 : Amici (New Trolls) (Ricordi)
- 1989 : Quella carezza della sera (album) (WEA Italiana)
- 1992 : Quelli come noi (WEA)
- 1994 : Singles A's & B's (Mellow Records)
- 1996 : Il sale dei New Trolls (Sony Fonopoli)
- 1996 : Concerto grosso (1996) (Replay Music)
- 1997 : Il meglio (New Trolls) (More Records)
- 2007 : Concerto Grosso: The Seven Seasons
- 2007 : Concerto Grosso New Trolls Trilogy Live

### Singles
- 1967 : Sensazioni/Prima c'era la luce (Cetra)
- 1968 : Visioni/Io ti fermerò (Cetra)
- 1968 : Cristalli fragili/Ehi, tu ritorna (Cetra)
- 1969 : Io che ho te/Lei mi diceva (Cetra)
- 1969 : Davanti agli occhi miei/Quella musica (Cetra)
- 1969 : Un'ora/Cosa pensiamo dell'amore (Cetra)
- 1969 : Signore, io sono Irish/Duemila (Cetra)
- 1969 : Una miniera/Il sole nascerà (Cetra)
- 1970 : Annalisa/Allora mi ricordo (Cetra)
- 1970 : Una nuvola bianca/Corro da te (Cetra,)
- 1970 : La più bella sei tu/Come Cenerentola (Cetra)
- 1970 : Autostrada/Il nulla e la luce (RCA Italiana)
- 1971 : Una storia/Il vento dolce dell'estate (Cetra)
- 1971 : Venti o cent'anni/Una vita intera (Cetra)
- 1971 : Adagio/Allegro (Cetra)
- 1971 : La prima goccia bagna il viso (Cetra)
- 1972 : Black hand/Percival (Cetra)
- 1974 : Una notte sul Monte Calvo/Somewhere (Magma)
- 1976 : Bella come mai/Lei (Magma)
- 1977 : Solamente tu/Let It Be Me (Magma)
- 1978 : Quella carezza della sera/Aldebaran (Warner Bros. Records)
- 1979 : Anche noi/Prima del concerto (Warner Bros. Records)
- 1979 : Che idea/Accendi la tua luce (Warner Bros. Records)
- 1980 : Musica/Poster (Warner Bros. Records, T 17654)
- 1981 : Il serpente/Quella luna dolce (Fonit Cetra)
- 1981 : Là nella casa dell'angelo/Il treno (Fonit Cetra)
- 1985 : Faccia di cane/Manchi tu (Fonit Cetra)
- 1988 : Cielo chiaro/Sebastiano (Dischi Ricordi)